# Laura Gore
Pour les articles homonymes, voir Gore.
Laura Gore (née le 30 septembre 1918 à Bussolin, dans la province de Turin, au Piémont et morte le 27 mars 1957 à Rome) est une actrice italienne.

## Filmographie
- 1945 : Le Chemin du péché (Le vie del peccato)
- 1945 : Il ratto delle sabine de Mario Bonnard : Paolina
- 1945 : Les Ennuis de monsieur Travet (Le miserie del Signor Travet) de Mario Soldati : Brigida
- 1946 : Partenza ore sette de Mario Mattoli : Lucy D'Orsay
- 1946 : Armando le Mystérieux (La primula bianca) de Carlo Ludovico Bragaglia : Nora
- 1946 : Pronto chi parla? : La cameriera della contessa
- 1946 : Au diable la richesse (Abbasso la ricchezza!) : Anna, la cameriera
- 1947 : L'apocalisse de Giuseppe Maria Scotese
- 1947 : Il vento mi ha cantato una canzone
- 1947 : La Fille du capitaine (La figlia del capitano) : Palaska
- 1949 : Fabiola
- 1949 : Les Pompiers chez les pin up (I pompieri di Viggiù) : Pomponia
- 1949 : L'Empereur de Capri (L'imperatore di Capri) : Lucia
- 1949 : Il vedovo allegro de Mario Mattoli : La docteur
- 1950 : Mon frère a peur des femmes (L'inafferrabile 12) de Mario Mattoli : Carletta
- 1950 : Naples millionnaire (Napoli milionaria) : La moglie del ragionier Spasiani
- 1950 : 2 légionnaires au harem (Totò sceicco) : Lulù
- 1951 : Stasera sciopero : Anna
- 1951 : Libera uscita de Duilio Coletti : Rosetta
- 1951 : Demain est un autre jour (Domani è un altro giorno) de Léonide Moguy :  Linda
- 1951 : Chanson du printemps (Canzone di primavera) : Maria
- 1951 : Serenata tragica : Zia di Margherita
- 1952 : Viva il cinema! de Giorgio Baldaccini et Enzo Trapani
- 1952 : Ragazze da marito d'Eduardo De Filippo
- 1952 : Tormento del passato : La cameriera di Florette
- 1952 : La Femme qui inventa l'amour (La donna che inventò l'amore) : Malvina
- 1952 : Mademoiselle la Présidente (La presidentessa) de Pietro Germi : Sofia, la camériere des Tricoin
- 1953 : Una di quelle : Silvia
- 1953 : Lulù de Fernando Cerchio : la femme de ménage vénitienne
- 1953 : Agenzia matrimoniale : Anna
- 1953 : Napoletani a Milano, d'Eduardo De Filippo : Rosetta
- 1953 : Phryné, courtisane d'orient (Frine, cortigiana d'Oriente)
- 1953 : Verdi (Giuseppe Verdi) : Berberina Streppono
- 1954 : L'Esclave du péché (Schiava del peccato)
- 1954 : I tre ladri : Doris' Friend
- 1954 : Un siècle d'amour (Cento anni d'amore)
- 1954 : Addio, mia bella signora! : Clara
- 1954 : Affaires de fou (Cose da pazzi)
- 1955 : I pappagalli